# Jindera
Jindera är en ort i Australien. Den ligger i kommunen Greater Hume Shire och delstaten New South Wales, i den sydöstra delen av landet, omkring 460 kilometer sydväst om delstatshuvudstaden Sydney. Antalet invånare är 1 623.
Närmaste större samhälle är Albury, omkring 12 kilometer söder om Jindera.
Runt Jindera är det i huvudsak tätbebyggt. Runt Jindera är det tätbefolkat, med 442 invånare per kvadratkilometer. Genomsnittlig årsnederbörd är 1 200 millimeter. Den regnigaste månaden är juli, med i genomsnitt 153 mm nederbörd, och den torraste är november, med 53 mm nederbörd.